# El Escobedal
El Escobedal (oficialmente en asturiano: L'Escobedal) es una casería española de la parroquia de Ardesaldo, perteneciente al municipio de Salas, en la comunidad autónoma de Asturias.

## Historia
Hacia mediados del siglo XIX, el lugar ya pertenecía a la parroquia de Ardesaldo del municipio de Salas. Aparece descrito en el séptimo volumen del Diccionario geográfico-estadístico-histórico de España y sus posesiones de Ultramar de Pascual Madoz con las siguientes palabras:

ESCOBEDAL: ald. en la prov. de Oviedo, ayunt. de Salas y felig. de Sta. Maria de Ardesaldo. (V.).
(Madoz, 1847, p. 525)

En 2023, la entidad singular de población de El Escobedal tenía empadronados 10 habitantes, todos ellos diseminados.